# (5554) Keesey
(5554) Keesey (1985 TW1) – planetoida z pasa głównego asteroid okrążająca Słońce w ciągu 3,36 lat w średniej odległości 2,24 j.a. Odkryta 15 października 1985 roku.